# Vengathur
Vengathur es una ciudad censal situada en el distrito de Tiruvallur en el estado de Tamil Nadu (India). Su población es de 23292 habitantes (2011). Se encuentra a 5 km de Tiruvallur y a 41 km de Chennai.

## Demografía
Según el censo de 2011 la población de Vengathur era de 23292 habitantes, de los cuales 11873 eran hombres y 11419 eran mujeres. Vengathur tiene una tasa media de alfabetización del 88,80%, superior a la media estatal del 80,09%: la alfabetización masculina es del 93,74%, y la alfabetización femenina del 83,69%.